# Jordan Westburg
Jordan Westburg (New Braunfels, Texas, 18 de febrero de 1999) es un jugador profesional estadounidense de béisbol que se desempeña en la posición de segunda base en Baltimore Orioles, equipo de las Grandes Ligas de Béisbol (MLB).

## Carrera
Fue seleccionado en la primera ronda en el Draft de la MLB de 2020. En 2023 hizo su debut profesional con el equipo Baltimore Orioles, donde lleva jugando una temporada.